# Ogród Botaniczny Jindai

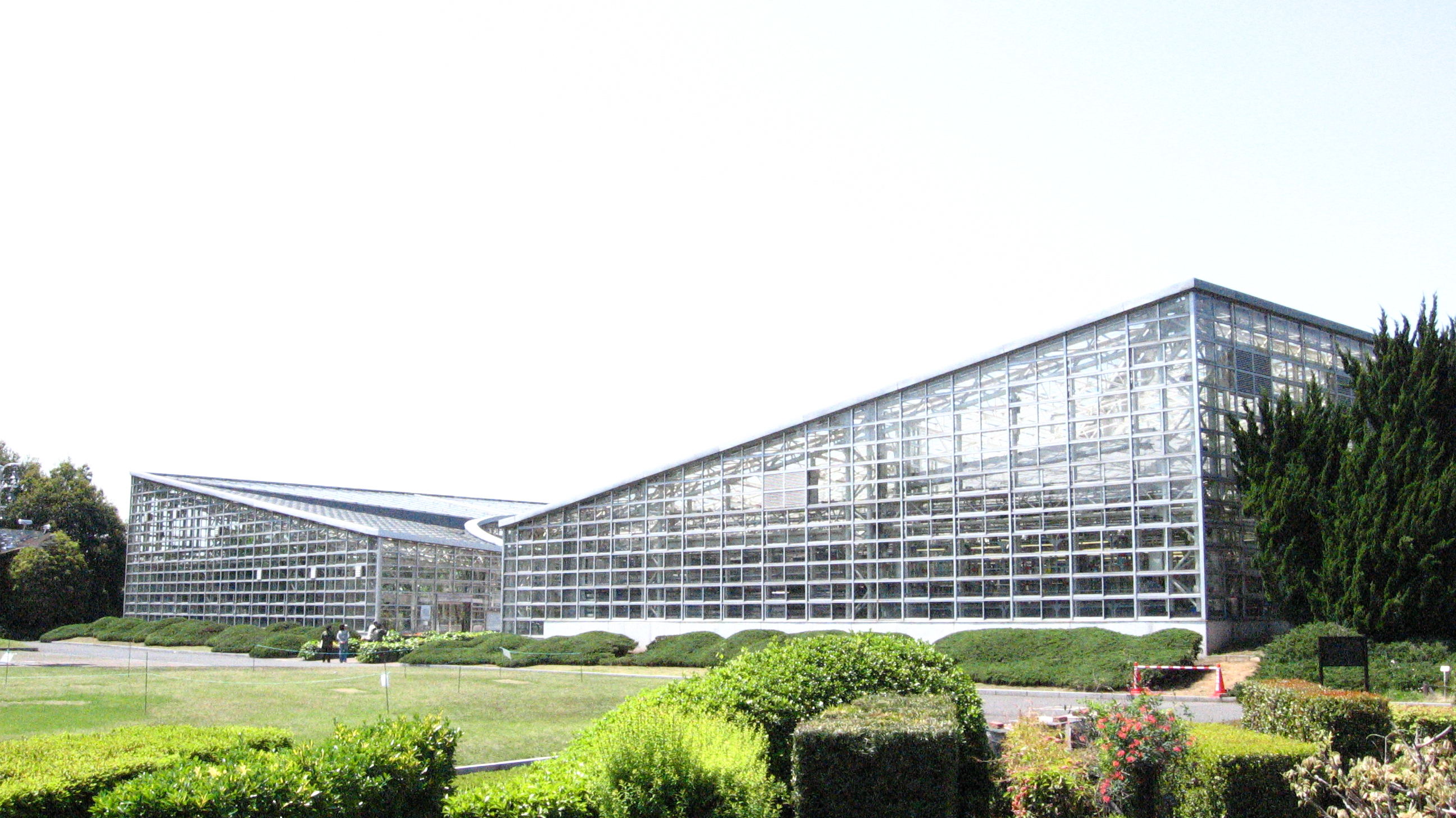
Szklarnia ogrodu botanicznego Jindai

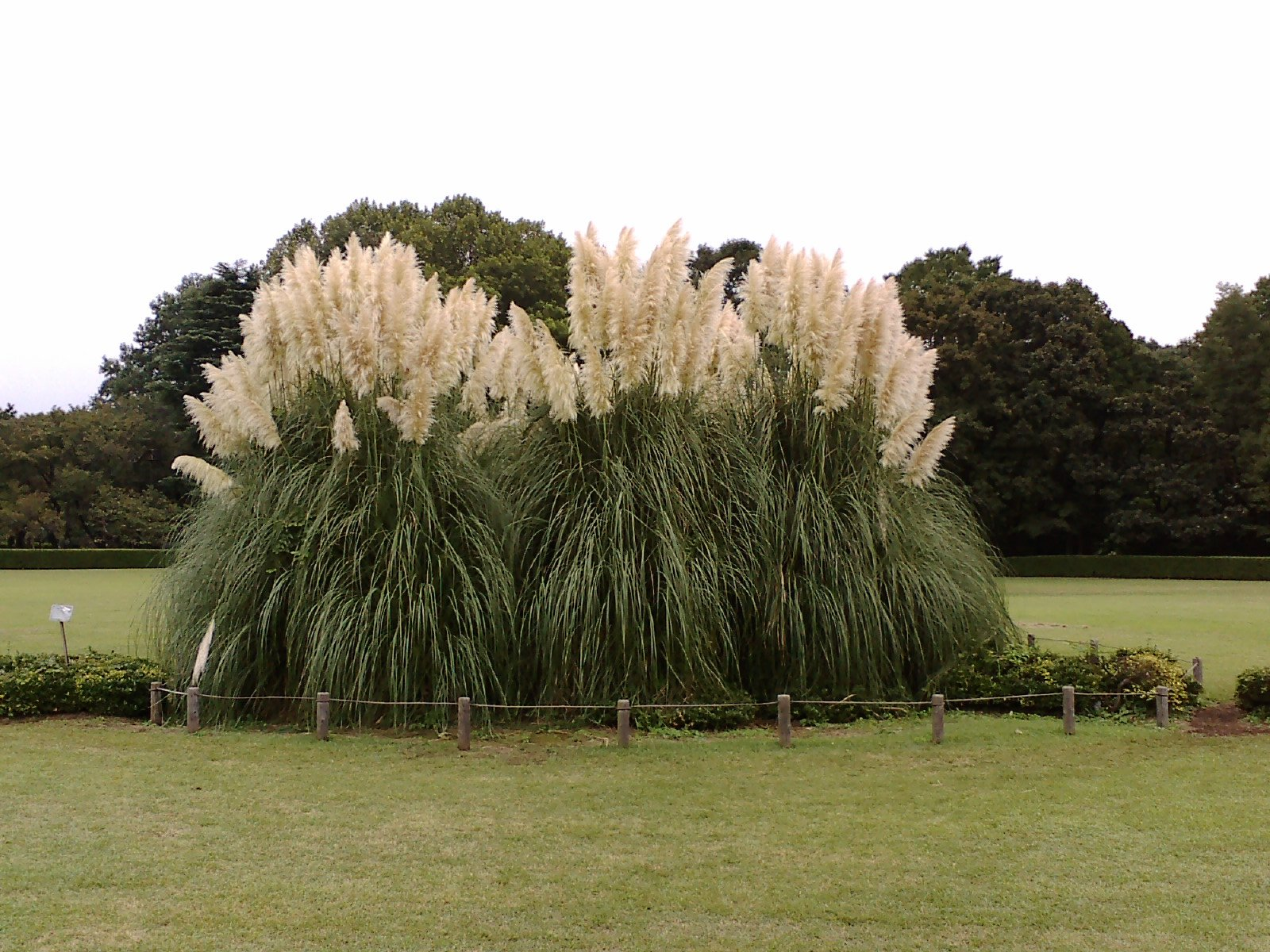
Kępy Cortaderia selloana, czyli trawy pampasowej w ogrodzie Jindai

Ogród Botaniczny Jindai (jap. 神代植物公園 Jindai Shokubutsu Kōen) – ogród botaniczny w mieście Chōfu, w Japonii. Leży na płaskowyżu Musashino niedaleko świątyni Jindai (jednej z dwóch najstarszych w Tokio). Ogród jest popularnym miejscem spędzania czasu (hanami) w okresie kwitnienia wiśni (sakura). 

## Historia
Teren, na którym znajduje się park, był w XVI w. twierdzą. Następnie, z biegiem czasu został przekształcony w szkółkę leśną, zaopatrującą ulice Tokio w drzewa. Po II wojnie światowej udostępniono teren szerokiej publiczności, tworząc tereny zielone Jindai. Swoją obecną nazwę kompleks otrzymał w 1961 roku. Od tej pory jest on znany jako Jindai Shokubutsu Kōen – pierwszy ogród botaniczny w Tokio.
W parku pracuje zespół około 60 osób, zajmujących się m.in. organizacją plenerowych lekcji botaniki i edukacyjną stroną ogrodu. Tuż za tylną bramą ogrodu znajduje się sklep, w którym można kupić sadzonki i nasiona roślin.

## Flora
Park jest podzielony na ponad 30 części, z których każda ma do zaoferowania rośliny innego typu. Wszystkie rośliny opatrzone są tablicami informującymi zwiedzających o ich pochodzeniu i charakterystyce. Do szczególnych stref parku należą:
- Ogród różany – największy tego rodzaju ogród w Tokio. Przy ogrodzie znajduje się fontanna parkowa i restauracja.
- Ogród śliwkowy, przechowujący wiele odmian śliw w tym także moreli japońskiej (ume).
- Szklarnia, w której uprawianych jest wiele egzotycznych gatunków roślin.
- Ogród wodny – teren, na którym hodowane są hydrofity.

W ogrodzie rośnie ponad 100 tysięcy drzew, krzewów i bylin, w tym należących do następujących rodzajów:
- kamelia
- śliwa, wiśnia i gatunki pokrewne, jak morela japońska (ume), wiśnia piłkowana (sakura)
- różanecznik (w tym azalie)
- dereń
- piwonia
- róża
- słodlin
- begonia
- dąb
- grzybienie
- kosaciec

## Wstęp i komunikacja
Wstęp na teren ogrodu jest odpłatny. Otwarty jest we wszystkie dni od 09:30 do 17:00, z wyłączeniem poniedziałków.
Z centrum Tokio najszybszy dojazd do parku ekspresowymi pociągami linii kolejowej Keiō z dworca Shinjuku.
Zwiedzającym udostępniony jest również parking na 750 miejsc.